# Huxi (köpinghuvudort i Kina, Zhejiang Sheng, lat 29,18, long 120,39)
Huxi (kinesiska: 湖溪, 湖溪镇) är en köpinghuvudort i Kina. Den ligger i provinsen Zhejiang, i den östra delen av landet, omkring 120 kilometer söder om provinshuvudstaden Hangzhou. Antalet invånare är 33 234. Befolkningen består av 17 682 kvinnor och 15 552 män. Barn under 15 år utgör 22,0 %, vuxna 15-64 år 69 %, och äldre över 65 år 15,0 %.
Runt Huxi är det ganska tätbefolkat, med 248 invånare per kvadratkilometer. Närmaste större samhälle är Hengdian, 7,8 km väster om Huxi. I omgivningarna runt Huxi växer i huvudsak blandskog.
Genomsnittlig årsnederbörd är 2 143 millimeter. Den regnigaste månaden är juni, med i genomsnitt 396 mm nederbörd, och den torraste är januari, med 70 mm nederbörd.